# Xysticus keyserlingi
Xysticus keyserlingi är en spindelart som beskrevs av Bryant 1930. Xysticus keyserlingi ingår i släktet Xysticus och familjen krabbspindlar. Inga underarter finns listade i Catalogue of Life.